# Bysterský most
Bysterský most je dřevěný věšadlový zastřešený most přes Jizeru mezi Benešovem u Semil a Bystrou nad Jizerou v okrese Semily. Jedná se o kulturní památku. Na východním okraji Benešova most kolmo ústí do silnice II/292, na bysterské straně na něj navazuje jednopruhová asfaltovaná místní komunikace do Bystré. Bystrá má charakter rozptýlené horské osady, její jádro je od mostu vzdáleno asi 1,5 km a protilehlý konec zástavby až 2,5 km. Na benešovské straně se na silnici 292 nachází autobusová zastávka s názvem Bystrá nad Jizerou, přímo na území Bystré žádná veřejná doprava nezajíždí, most tak je významnou součástí jejího dopravního spojení se světem, cesta na most v Loukově je asi o 1,2 km delší. 

## Historie

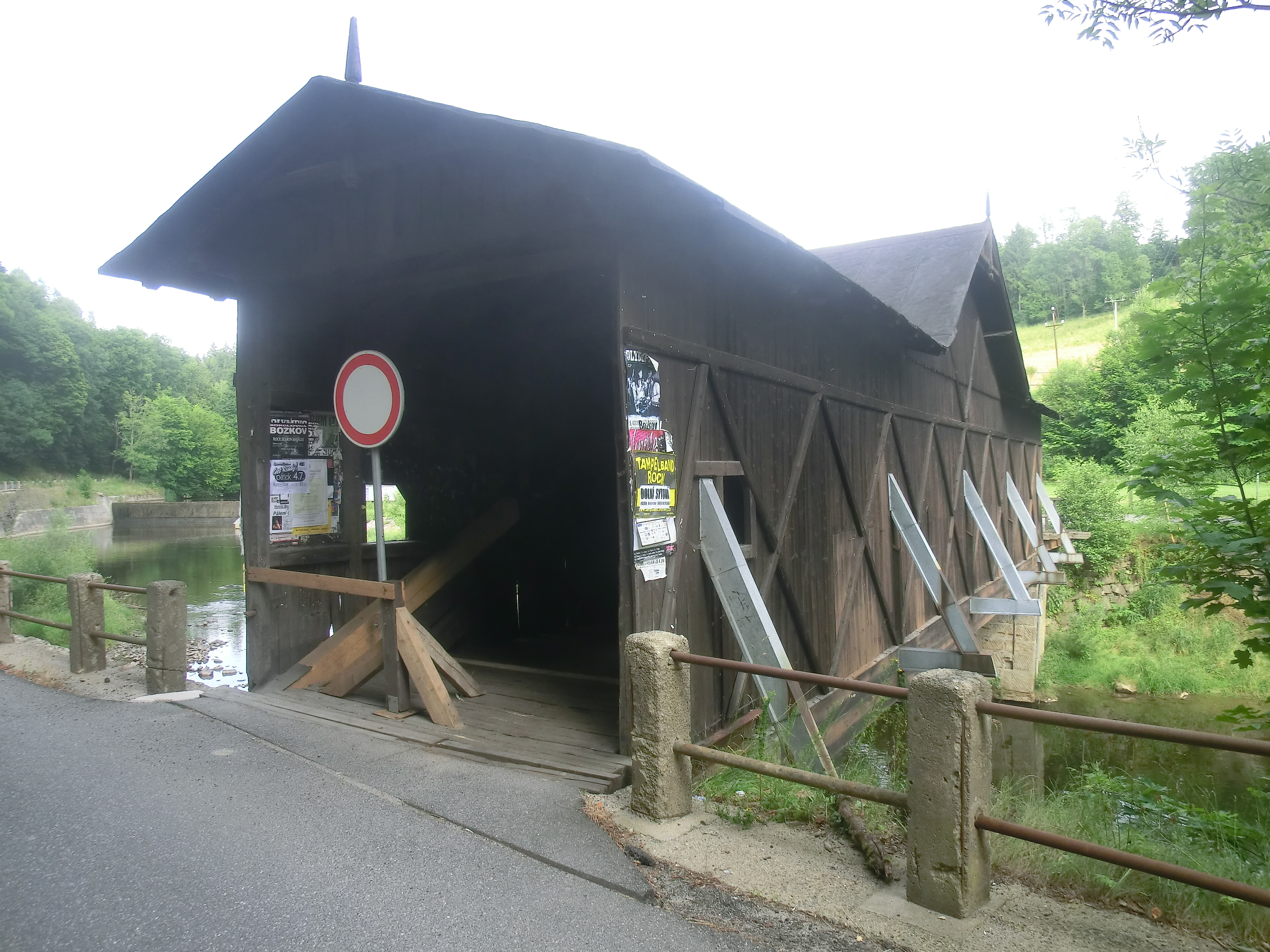
Vnitřek mostu

V nejstarších dobách se pro přechod řeky používal brod. Roku 1854 zde vybudoval majitel nedalekého mlýna lávku. Roku 1922 si nový dřevěný most nechal postavit vítkovický mlynář Janoušek. Trval na tom, že mohutné hlavní trámy budou kvůli jejich kvalitě dovezeny až z Vítkovic v Krkonoších.
Kvůli špatnému stavu byl „kompletně uzavřen“ v roce 2013, pro pěší však zůstal nadále otevřen. Podle snímků z let 2014 a 2015 byl na most dopravními značkami zakázán vjezd všech vozidel. Most se postupně z jedné strany propadal až o dvacet centimetrů, dřevo bylo v některých místech prohnilé a hrozilo, že by během pár let most spadl. V roce 2016 bylo rozhodnuto o rekonstrukci mostu, na podzim 2016 byl znovu zpřístupněn pro pěší a 6. září 2017 byl most znovu slavnostně otevřen i pro vozidla, pro něž byla stanovena nosnost 2 tuny. Rekonstrukce stála necelých 5 milionů Kč, z toho 1 milion uhradili ministerstvo kultury ČR a 3,85 milionu Liberecký kraj. Obec Bystrá nad Jizerou, která má roční rozpočet kolem 2 milionů Kč, původně na obnovu mostu našetřila milion Kč a dalších 100 tisíc získala sbírkou, nakonec do opravy investovat nemusela, část peněz využila jen na stavební dozor a zbytek využila na opravy obecních cest.
V roce 2018 Liberecký kraj přijal most od obce Bystrá nad Jizerou jako dar do svého vlastnictví a svěřil jej do správy své příspěvkové organizaci Muzeum Českého ráje. Obec si v darovací smlouvě vymínila, že most musí zůstat průjezdný.

## Popis
Krytý dřevěný roubený most o délce 24 m, šířce 3 m a výšce 5 m (jinde je uváděna délka 31 a čtvrt metru) je nesen pomocí lichoběžníkových a trojúhelníkových věšadel. Původně byl postaven ze smrkového materiálu, který během rekonstrukce nahradilo dřevo modřínové. Podlaha je dubová.